# Far Away from Conformity
Far Away from Conformity è il secondo album studio dei Cadaveria pubblicato nel 2004. È stato registrato e mixato presso i Capt. Woofer Studios di Vercelli. Da questo album è stato tratto il video clip del brano Blood and confusion.

## Tracce
1. Blood And Confusion – 5:13
2. Eleven Three O Three – 5:06
3. Irreverent Elegy – 5:10
4. The Divine Rapture – 6:38
5. Omen of Delirium – 6:10
6. Call Me (Blondie Cover) – 3:43
7. Out Body Experience – 5:06
8. Prayer of Sorrow – 5:30
9. Vox of Anti-Time – 5:55

## Formazione
- Cadaveria - voce
- Frank Booth - chitarra
- Killer Bob (John) - basso
- Marcelo Santos (Flegias) - batteria